# Destia
Destia — финская компания, занимающаяся планированием и строительством транспортных магистралей и индустриальной среды.
До мая 2014 года полностью принадлежала государству. Несмотря на разногласия в правительстве, была продана во владение частной инвестиционной компании Ahlström Capital.
В 2013 году торговый оборот компании составлял 490 млн евро.